# ليه هولدن
ليه هولدن (بالإنجليزية: Les Holden)‏ هو طيار أسترالي، ولد في 6 مارس 1895 في أديلايد في أستراليا، وتوفي في 18 سبتمبر 1932 في خليج بايرون في أستراليا.